# تقي أباد (ياتري)
تقي أباد (بالفارسية: تقی‌آباد) هي منطقة سكنية تقع في إيران في قسم یاتري الريفي (مقاطعة آرادان). يقدر عدد سكانها بـ 35 نسمة .